# .lu
.lu je vrhovna internetska domena (country code top-level domain - ccTLD) za Luksemburg. Domenom upravlja Restena.

## Vanjske poveznice
- IANA .lu whois informacija  Arhivirana inačica izvorne stranice od 21. travnja 2006. (Wayback Machine)